# Tjärnflotjärnen (Stuguns socken, Jämtland)
Tjärnflotjärnen är en sjö i Ragunda kommun i Jämtland och ingår i Indalsälvens huvudavrinningsområde. Sjön har en area på 0,0463 kvadratkilometer och ligger 403 meter över havet. Sjön avvattnas av vattendraget Eldsjöbäcken.

## Delavrinningsområde
Tjärnflotjärnen ingår i det delavrinningsområde (701274-150576) som SMHI kallar för Mynnar i Ammersåns vattendragsyta. Medelhöjden är 356 meter över havet och ytan är 26 kvadratkilometer. Det finns inga avrinningsområden uppströms utan avrinningsområdet är högsta punkten. Eldsjöbäcken som avvattnar avrinningsområdet har biflödesordning 3, vilket innebär att vattnet flödar genom totalt 3 vattendrag innan det når havet efter 141 kilometer. Avrinningsområdet består mestadels av skog (89 procent). Avrinningsområdet har 0,5 kvadratkilometer vattenytor vilket ger det en sjöprocent på 1,9 procent.